# 벨케 포포비체
벨케 포포비체(체코어: Velké Popovice)는 체코의 중앙보헤미아주의 동프라하구에 있는 마을이다. 약 3,300명이 거주하고 있다. 1874년에 만들어진 코젤 맥주의 양조장이 있는 곳으로 유명하다.
벨케 포포비체를 대표하는 건물은 눈의 성모 교회(Our Lady of the Snows)이다.

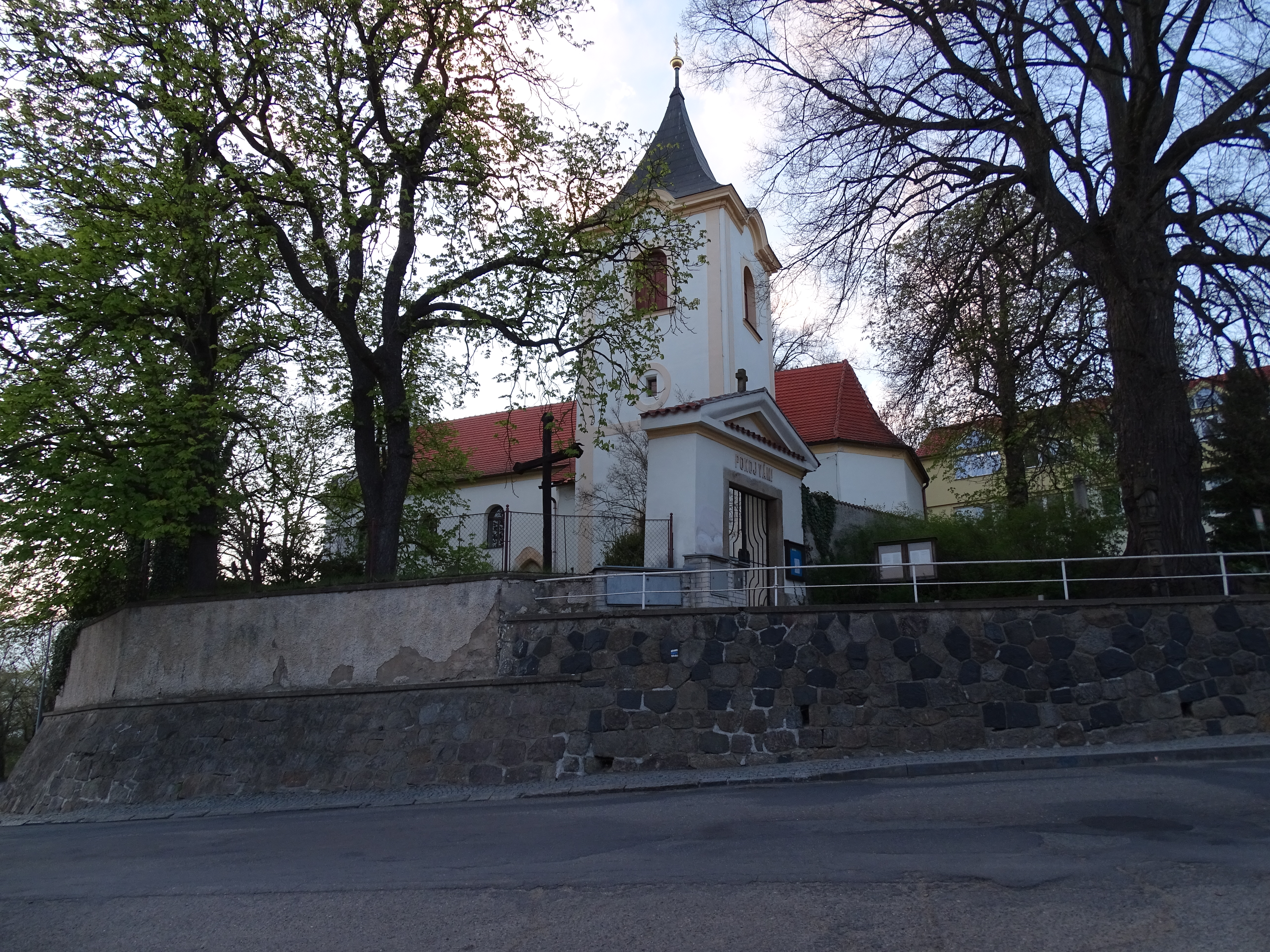
눈의 성모 교회(Our Lady of the Snows)